# Сикомор

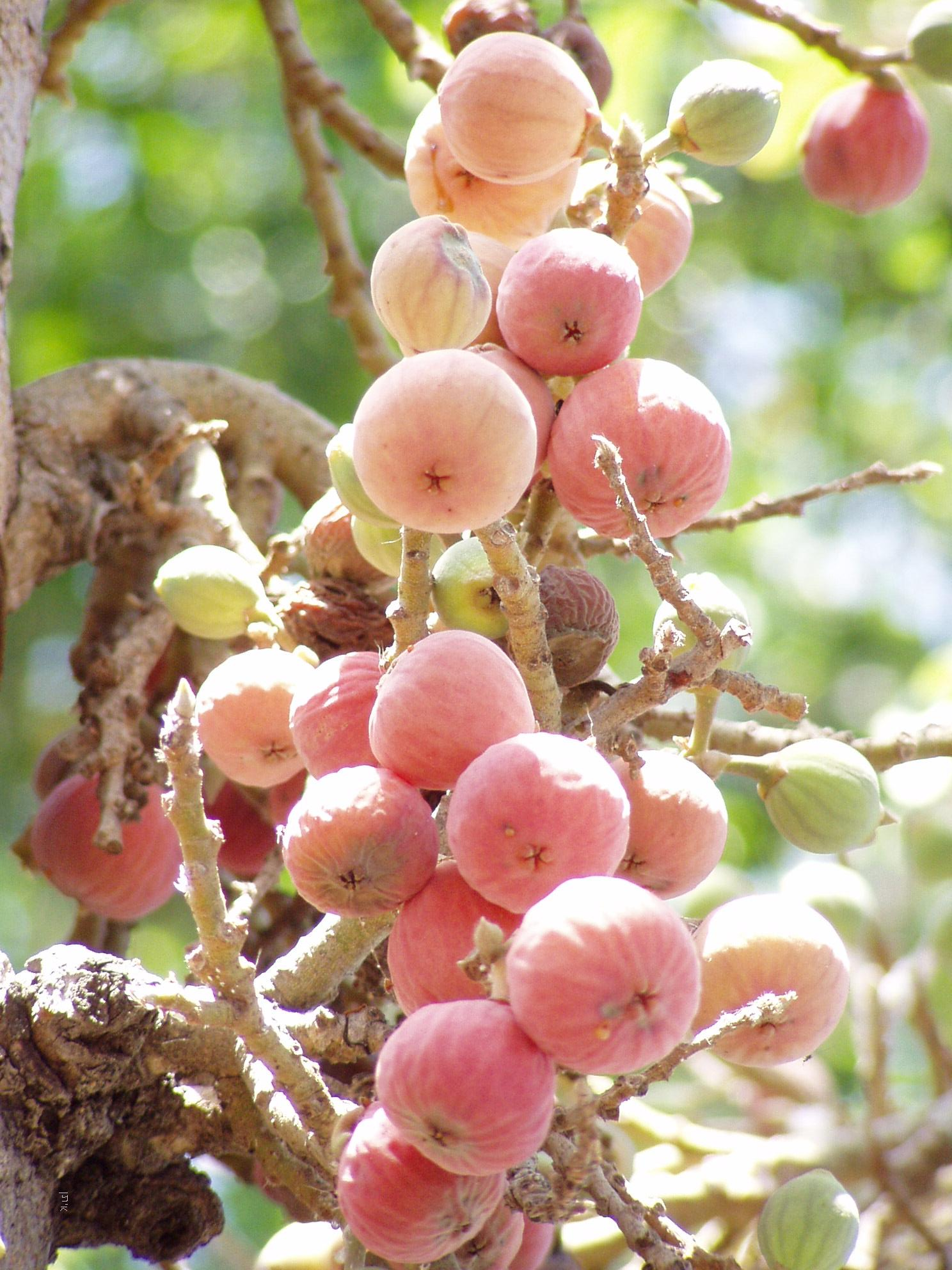
Плоди

{{#ifeq:0|0|{{#if:|{{#if:Ficussycomorus|[[]}}|}}}}
Сикомор (Fícus sycómorus) — один з видів роду фікус родини тутові.

## Короткий опис
Найдавніша плодова культура, вічнозелене дерево, виглядом, розміром і міцністю нагадує дуб. Дерево заввишки до 40 м з розлогою кроною. Батьківщиною вважається Єгипет. Зростає в  Східній Африці і в  Передній Азії; має тверду деревину. Сикомор досі культивують через їстівні плоди (оранжево-рожеві фіги 25—50 мм в діаметрі) в Йорданії і на Кіпрі. Іноді сикомором називають явір, а також  планеру водну — дерево родини в'язових з  Північній Америки.

## Історія

### Єгипет
У Давньому Єгипті сикомор вирощувався заради його фруктів, деревини та затінку, який він давав. Дерево сикомора єгиптяни використовували для виробництва меблів, кораблів, скульптур та саркофагів. «Молочко» сикомора (сік плодів) та самі плоди використовувалися з лікарською метою. З часів давнього царства (бл. 2600 р. до н. е.) сикомор неподдалік від Мемфіса шанували як втілення богині Хатхор. За часів Нового царства сикомор пошановували як втілення богині Нут.

## Цікаві факти
- Сикомор неодноразово згаданий у Біблії ( Ам.   7:14;  Іс.   9:10). Іноді у синодальному перекладі сикомор замінений на фігове дерево ( Лк.   19:4) — дерево, на якому сидів Закхей, виглядаючи Ісуса Христа.
- За коптською легендою під сикомором сховалося святе сімейство під час  втечі до Єгипту
- З сикомором був пов'язаний культ єгипетської богині Хатхор
- З деревини сикомора була зроблена підлога палацу фараона  Аменемхета I
- Під сикомором Ра в образі рудого кота відрізав голову змієві Апопу.
- У фільмі Девіда Лінча «Твін Пікс» кільце з 12 сикоморів позначає вхід у Чорний Вігвам
- На гербі міста Холона зображений сикомор.
- На Близькому сході сикомор традиційно вважається недоторканним.